# Vid (Croacia)

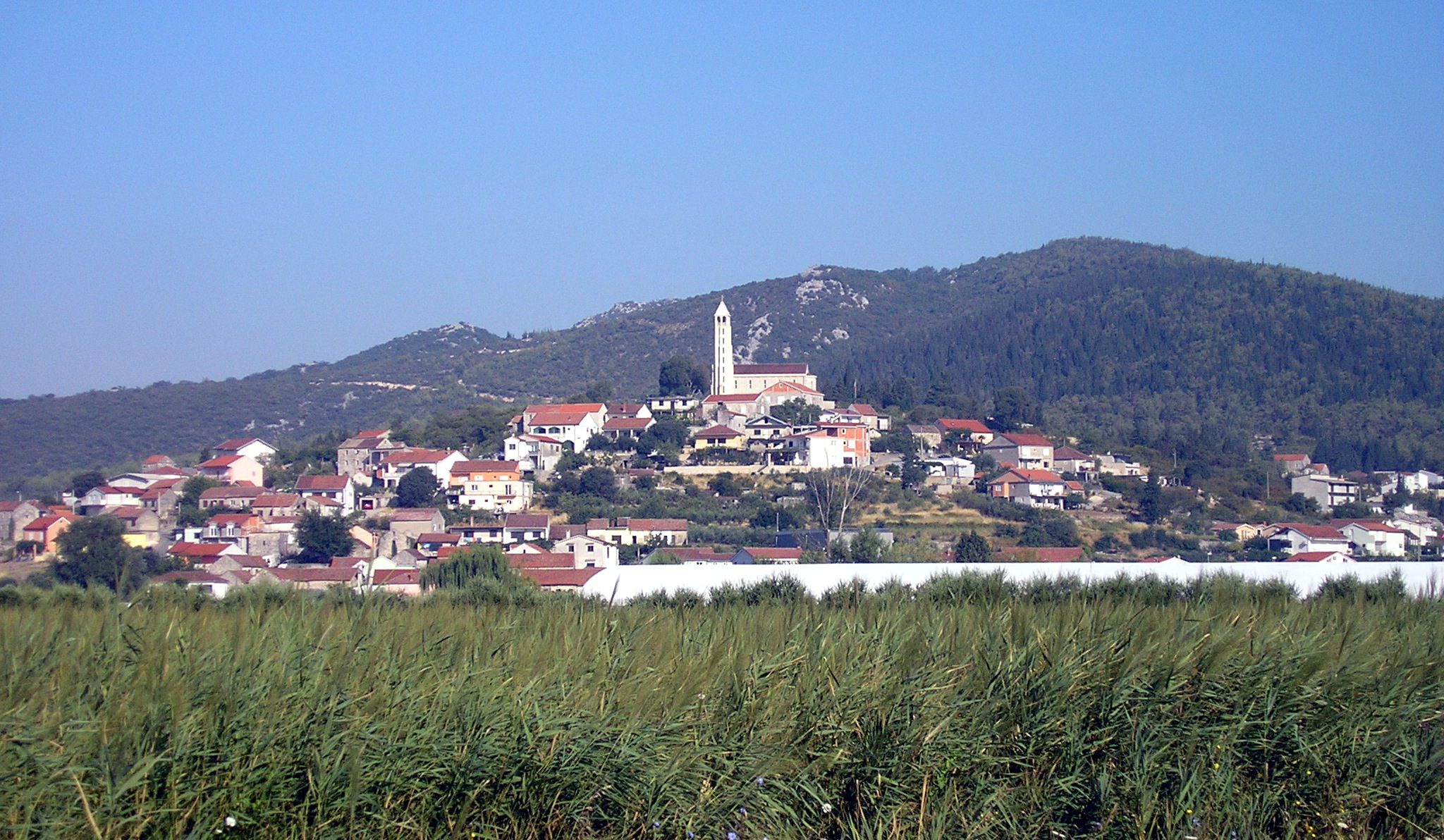
Vid (panorama)

Vid es el nombre de un pequeño asentamiento en Croacia a las afueras de la ciudad de Metković, famoso por las ruinas de la ciudad de la Antigua Roma de Narona. Posee un importante museo de historia romana de la región, llamado Museo Arqueológico de Narona.